# Mi socio
Mi socio es una película boliviana de 1982 dirigida por Paolo Agazzi, protagonizada por David Santalla como Vito y Gerardo Suárez como Brillo, música de Alberto Villalpando, interpretado por Gerardo Arias.

## Sinopsis
La historia de Vito, un conductor de camión colla, y Brillo, un pequeño lustra botas camba, coinciden caminos por distintos motivos, realizan un largo viaje por carretera desde el Oriente hasta el Occidente de Bolivia, los acompañara en su largo camino, un viejo camión apodado "Mi Socio".[cita requerida]

## Reparto
- David Santalla como Don Vito.
- Gerardo Suárez como Brillo.
- Blanca Irene Uría como Betty.
- Carlos Sandallo como Novio.
- Guillermo Barrios como Cura.
- Hugo Pozo como Mecánico.
- Juana Fernández como Doña Sabasta.
- Mariel Rivera como Arminda.
- Miriam Villagómez como Novia.
- Susana Hernández como Matilde.

## Banda sonora
La banda sonora está compuesta por Alberto Villalpando  e interpretada por Gerardo Arias, primera voz del grupo Savia Andina.

## Premios
- Premio Catalina de Oro Festival de Cartagena, Colombia, 1983.[cita requerida]
- Premio al Mejor Actor Protagónico Catalina de Oro Festival de Cartagena, Colombia, 1983.[cita requerida]
- Mención de Honor, Festival de La Habana, Cuba, 1983.[cita requerida]
- Premio Kantuta de Plata Festival Llama de Plata, La Paz, Bolivia, 1983.[cita requerida]

## Secuela
Su secuela, Mi socio 2.0, fue anunciada en julio de 2019 y estrenada el 12 de marzo de 2020.